# 미국 U-17 축구 국가대표팀
미국 U-17 축구 국가대표팀(영어: United States boys' national under-17 soccer team)은 미국를 대표하는 17세 이하의 축구 국가대표팀으로, 미국의 축구 관리 기관인 미국 축구 연맹의 관리를 받는다.

## 역대 감독
| 감독        | 임기 |
| ----------- | ---- |
| 라파엘 비키 | 2019 |